# 沙尔泰沃
沙尔泰沃（法語：Chartèves，法語發音：[ʃaʁtɛv]）是法国上法蘭西大區埃纳省的一个市镇，属于蒂耶里堡区。

## 地理
沙尔泰沃（49°4'30"N, 3°30'17"E）面积8.76 平方千米，位于法国上法蘭西大區埃纳省，该省份为法国北部内陆省份，北起北部省，西接索姆省和瓦兹省，东临阿登省和马恩省，西南至塞纳-马恩省，东北部与比利时接壤。
与沙尔泰沃接壤的市镇（或旧市镇、城区）包括：伯瓦尔德、勒沙尔梅勒、库尔特蒙-瓦雷讷、埃皮耶、若尔戈讷、梅济穆兰、蒙圣佩尔。

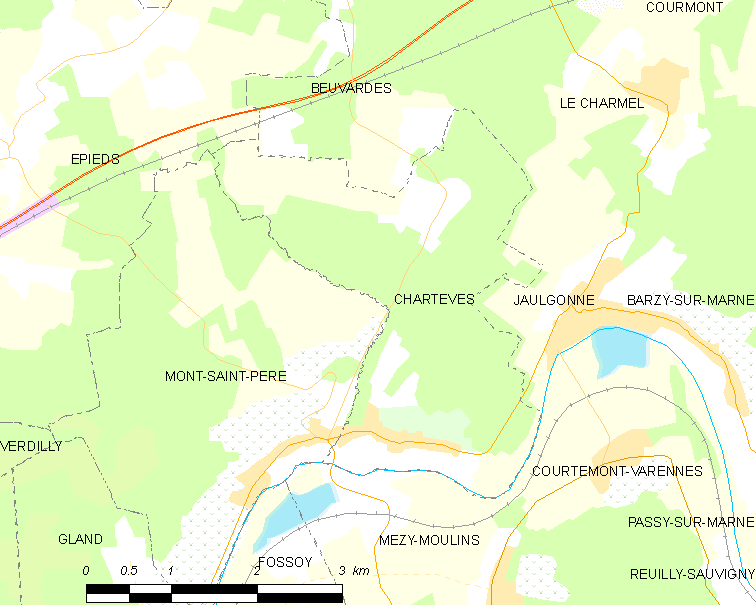
沙尔泰沃的OSM定位图

沙尔泰沃的时区为UTC+01:00、UTC+02:00（夏令时）。

## 行政
沙尔泰沃的邮政编码为02400，INSEE市镇编码为02166。

## 政治
沙尔泰沃所属的省级选区为马恩河畔埃索姆县。

## 人口

1962-2008年间沙尔泰沃人口变化图示

沙尔泰沃于2022年1月1日时的人口数量为358人。